# TOM Online
TOM Online é um site de internet móvel da China, que oferece uma variedade de serviços para celular, incluindo wireless internet e propagandas on-line.